# De Eekbom
De Eekbom (auch Uns’ Eekboom, ab 1925 De Eekboom) war eine niederdeutsche Kulturzeitschrift, die mit mehreren Unterbrechungen von 1883 bis 1934 hauptsächlich in niederdeutscher Sprache erschien. Über weite Zeiten seines Erscheinens war De Eekbom die Verbandszeitung des Allgemeinen Plattdeutschen Verbands.

## Programm
Inhalt des Eekboms waren laut einer Selbstdarstellung „Erzählungen ernsten und heiteren Inhalts, sinnige und humoristische Gedichte, Läuschen und Rimels, ein buntes Allerlei …, Volksprichwörter, Volkssagen, Schilderungen von Volkssitten und Gebräuchen, Epigramme, Rösselsprünge, Preisaufgaben; außerdem Besprechung von neuen plattdeutschen Werken, Berichte aus dem plattdeutschen Vereinsleben, ferner volkstümliche Aufsätze über Sprache, Literatur, Biographien plattdeutscher Dichter und Porträts, allwöchentlich volkstümliche Briefe über wichtige Zeitfragen und politische Ereignisse, über das Berliner Leben, Theateraufführungen und dergleichen“.

## Editionsgeschichte
Die Zeitschrift erschien wöchentlich ab dem Jahre 1883 in Berlin. Der Titel der Zeitschrift lautete 1883–1885 und 1897–1924 De Eekbom, 1885/86–1889/90 sowie 1893–1896 Uns’ Eekbom. 1925–1934 lautete der Name De Eekboom.
Von September 1890 bis Juni 1893 erschien Uns’ Eekbom als Beilage der Zeitschrift Muddersprake aus Braunschweig. Als man 1897 die Jahrgangszählung des Eekboms wieder aufnahm, wurde diese Zeit berücksichtigt.
Spätere Verlagsorte des Eekboms waren Magdeburg (1889/1890), wieder Berlin (1893–1915), Hamburg (1916–1923), Stettin (1924), wieder Hamburg (1924–1926) und Glückstadt (1927–1934).

## Herausgeber und Redaktion
Erste Herausgeber waren 1883 Albert Laeschke und noch im selben Jahr A. Kues. Von 1885/1886 an figurierte der Plattdeutsche Bundes-Vorstand als Herausgeber. Ab Heft 15 des Jahres 1897 bis zum Ende des Erscheinens wurde der Allgemeine Plattdeutsche Verband als Herausgeber genannt. 
Die ersten Redakteure waren Eduard Jürgensen (Ete Jörnsen), A. Kues, Wilhelm Bade und Hermann Jahnke. Von 1895 bis 1920 war Albert Schwarz der erste Schriftleiter. Von 1922 bis 1934 wurde die Redaktion von Hermann Quistorf geleitet.

## Autoren
Bekannte Autoren des Eekboms waren Karl Eggers, Johann Hinrich Fehrs, Klaus Groth, Johann Hinrich Otto Meyer und Jan Hinnerk Wördemann.